# Dignitas (associazione)
Dignitas è una associazione svizzera per il suicidio assistito (pratica legale in tale paese), fondata il 17 maggio 1998 dall'avvocato Ludwig Minelli, con sede a Forch (Zurigo).
Membro della World Federation of Right to Die Societies, dall'inizio della sua attività fino al marzo 2008 ha assistito 840 persone, il 60% delle quali provenienti dalla Germania. In Italia le informazioni sull'attività svolta dall'associazione Dignitas sono fornite dall'associazione Exit Italia.